# Chimenea (locomotora)

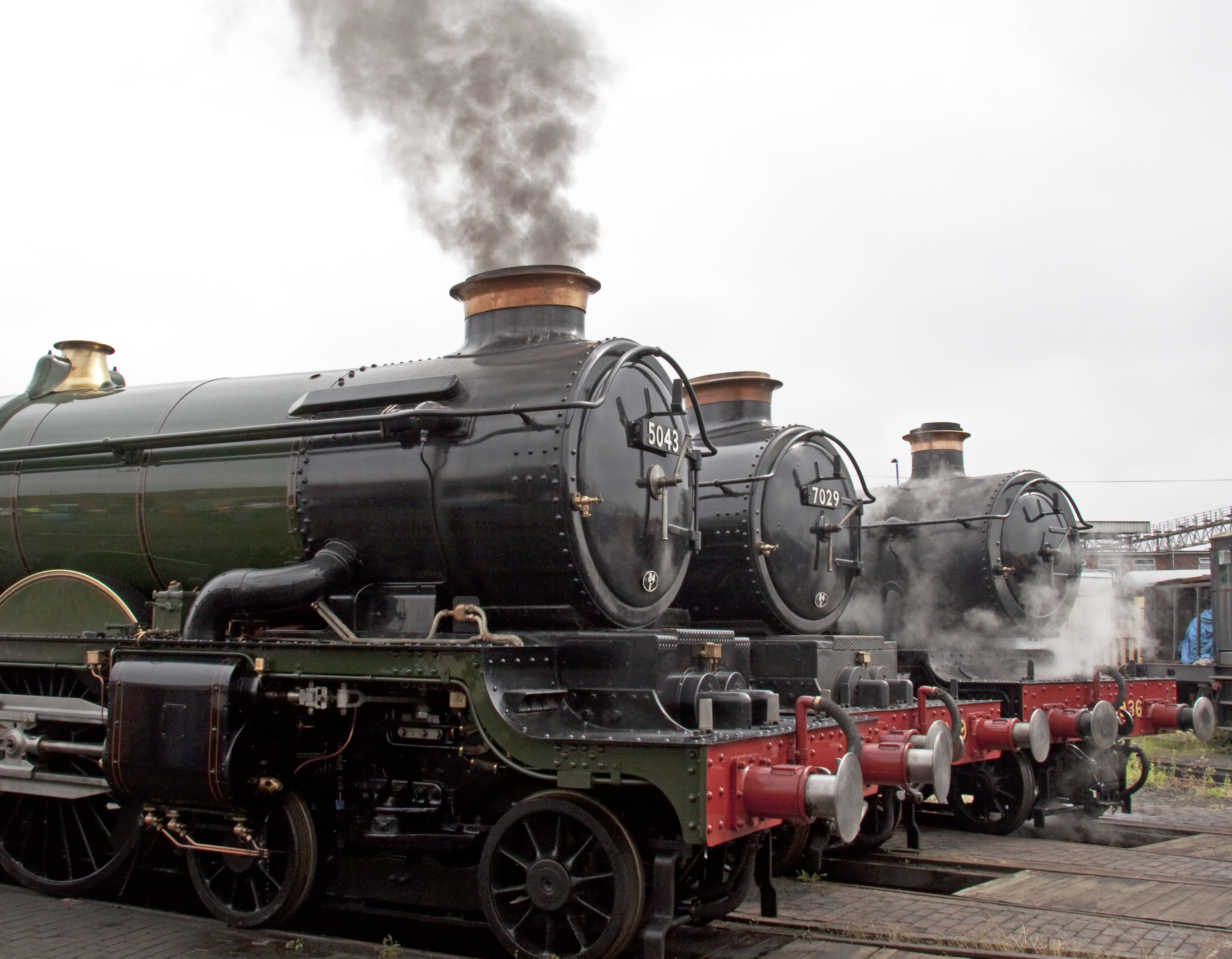
Locomotoras del Great Western con sus chimeneas distintivas con la parte superior de cobre

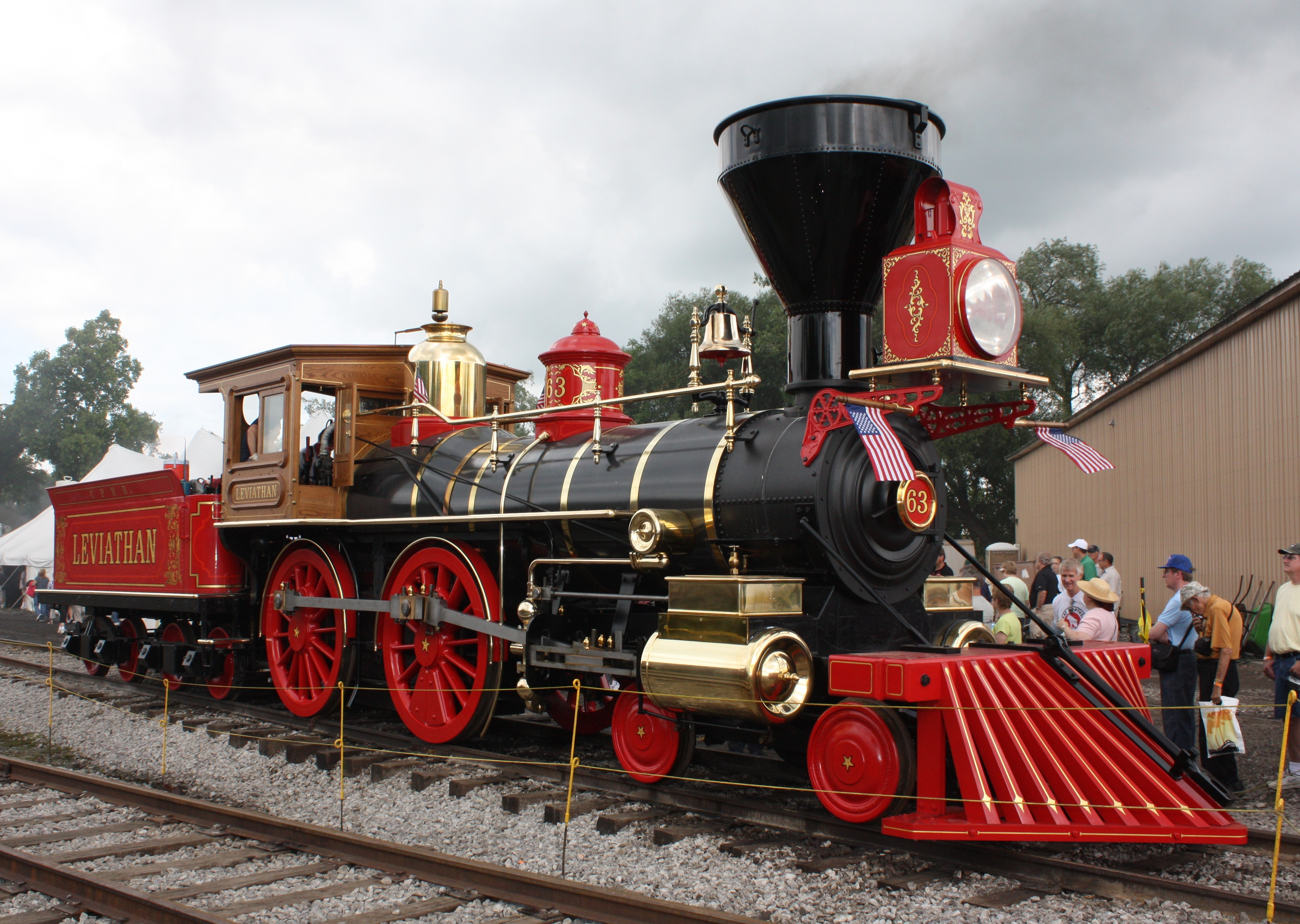
Una 4-4-0 estadounidense, con una gran chimenea apaga chispas

La chimenea es la parte de una locomotora de vapor a través de la que sale el humo de la caldera. Los sistemas de escape de la locomotora de vapor habitualmente liberan el escape del cilindro a través de la chimenea para mejorar el tiro a través de la caldera. Están diseñadas para transportar el vapor de escape y el humo lejos de la línea de visión del maquinista, mientras que son lo suficientemente cortas como para permitir el paso bajo estructuras superiores como túneles o puentes. Algunas chimeneas incluían sistemas para evitar la emisión de chispas. 

## Función
La chimenea generalmente se ubicaba sobre la caja de humos situada en el extremo delantero de la locomotora, alejada de la cabina del maquinista y del fogón. Las primeras chimeneas de locomotoras eran típicamente lo suficientemente altas como para soportar la diferencia de densidad inducida por la temperatura a través de una caldera de tubo de fuego mientras la locomotora estaba parada; pero siguiendo el ejemplo de la primera locomotora de Richard Trevithick en 1804, la mayoría de los diseños desviaron el escape del cilindro de vapor hacia arriba a través de la chimenea para crear un vacío en la caja de humos y acelerar el flujo de aire a través del fogón mientras la locomotora estaba en movimiento.
Las locomotoras con chimeneas altas y plataformas bajas tenían la ventaja adicional de mantener el humo y el vapor de condensación por encima del campo de visión del maquinista. Las limitaciones de pendiente del ferrocarril requerían al atravesar terreno montañoso realizar pasos superiores y túneles, que imponían un gálibo de carga que limitaba la altura de las chimeneas. El aumento de la velocidad del escape de vapor tiende a acelerar el flujo de aire a través de la cámara de combustión y elevar el humo por encima del extremo de la chimenea. En la década de 1830, el escape de vapor se dirigió a través de una boquilla contraída llamada tiro del escape de vapor para lograr la velocidad deseada a través de la chimenea. La caída de presión a través de la boquilla del tubo del chorro vapor se resta de la presión de la caldera disponible para los pistones de vapor. Robert Stephenson estimó que algunas locomotoras perdían la mitad de su potencia a través de la contrapresión del tiro de vapor.
Como el diseño de la caldera mejoró la eficiencia de la transferencia de calor, los diámetros de los tubos de tiro aumentaron para reducir la contrapresión; y las chimeneas se hicieron más cortas para descargar debajo de la chimenea en lugar de dentro de ella. Ross Winans colocó "tubos de enagua" cónicos sobre los tubos de expansión alrededor de 1848 para formar la porción convergente de un tubo venturi, con la chimenea formando la porción divergente. El mejor conocimiento del flujo compresible fomentó diseños de chimeneas y chimeneas venturi más sofisticados. George Jackson Churchward, trabajando en Swindon en el Great Western Railway, formuló una ecuación simple para calcular las dimensiones ideales para chimeneas que funcionaron bien durante los primeros años del siglo XX, pero que pronto quedaron desactualizadas a medida que aumentaban las potencias del motor. André Chapelon en Francia continuó trabajando en las dimensiones de las chimeneas y las estudió junto con las dimensiones de los tubos de tiro del vapor como un sistema de escape completo, como su famoso sistema Kylchap, que se adaptó a muchas clases de locomotoras en todo el mundo. Incluso después del final del vapor comercial en la mayor parte del mundo desarrollado, el ingeniero argentino Livio Dante Porta continuó trabajando en el desarrollo de sistemas de escape de locomotoras de vapor, incluidas las ecuaciones más refinadas para dar mejores dimensiones a las chimeneas. 

## Parachispas
Las locomotoras construidas en Gran Bretaña, donde el coque era el combustible más común, a menudo usaban chimeneas de hierro fundido, ya que duraban más que las chimeneas fabricadas con chapa metálica. Las primeras locomotoras norteamericanas a menudo usaban madera como combustible; y grandes cantidades de brasas brillantes eran transportadas a través de la caldera y fuera de la chimenea por el vapor de escape a altas velocidades. Los apagachispas se convirtieron en una característica común de las chimeneas de locomotoras alimentadas con madera, para reducir la cantidad de incendios provocados por las ascuas emitidas. La dificultad de fundir apagachispas complejos propició la fabricación de chimeneas de chapa para estas máquinas.
Los primeros apagachispas eran simplemente mallas de alambre instaladas dentro del tubo. Esta pantalla reducía la velocidad a la que el humo y el vapor salían de la caldera. Las ascuas atrapadas en la pantalla reducían aún más el espacio disponible para pasar el vapor y el humo; y el calor generado por estas brasas fundía rápidamente la pantalla de alambre. Los diámetros superiores de la chimenea se agrandaron para aumentar el área de superficie de la pantalla y reducir la velocidad del humo para que las brasas cayeran de la pantalla a las tolvas de recolección. Baldwin Locomotive Works compiló un diagrama que ilustra 57 diseños diferentes de chimeneas que detienen chispas, en respuesta a una demanda por infracción de patente de 1857.
El diseño más popular fue una chimenea revestida con un capó, que era un cono de chapa en forma de embudo montado sobre una chimenea cilíndrica convencional. La porción inferior de diámetro pequeño del cono servía como tolva de recolección para las brasas que caían. La parte superior del cono ocultaba un cono interno en la parte superior de la chimenea cilíndrica que desviaba el vapor, el humo y las brasas que escapaban hacia las paredes internas del cono externo. Se esperaba que las brasas más pesadas cayeran en la tolva inferior, mientras que el vapor y el humo más ligeros pasaban hacia arriba a través de una pantalla de alambre sobre el extremo superior de gran diámetro del cono exterior. La deflexión de las brasas generalmente limitaba la vida útil de la pantalla a tres o cuatro semanas. Algunas de estas chimeneas tenían provisiones para arrojar brasas recolectadas en una porción de la caja de humos. Diseños sofisticados como el de Radley & Hunter incluyeron varios deflectores de separación centrífuga en el capó. Cuando el carbón reemplazó al combustible de madera, el capó se redujo a una simple pantalla en forma de diamante que albergaba el cono deflector interno (con o sin la malla de alambre superior), pero sin ninguna tolva de recolección.

## Estética
La chimenea de capó se convirtió en una de las características más distintivas, que contribuyeron, con el gran faro de petróleo rectangular delantero, un dar un aire de grandeza frontal a las locomotoras estadounidenses del siglo XIX. Muchos diseñadores o compañías ferroviarias tenían su propio estilo distintivo, como la chimenea "Stovepipe" diseñada por William Adams en el LSWR del siglo XIX, o las chimeneas con la parte superior de cobre en el Great Western Railway. 
A medida que las calderas de las locomotoras se hicieron más grandes, el espacio disponible para las chimeneas se redujo, ya que todavía tenían que encajar dentro del mismo gálibo de cargamento. Esto redujo su efectividad para mantener los gases de escape alejados de la línea de visión del conductor y, como resultado, las locomotoras tuvieron que ser equipadas con dispositivos como deflectores de humo. 